# Sydamerikanska mästerskapet i fotboll 1921
Sydamerikanska mästerskapet i fotboll 1921 spelades I Buenos Aires, Argentina 2–30 oktober 1921. 
Deltog gjorde Argentina, Brasilien, Paraguay och Uruguay. Chile var också inbjudna, men drog sig ur på grund av interna problem i laget.
Paraguays debut i sammanhanget kom med en skräll: man slog 1920 års mästare Uruguay med 2–1.

## Matcher
Lagen spelade i en serie där alla mötte alla, där vinst gav två poäng, oavgjort en och förlust noll.
| Nr | SM 1921   | S | V | O | F | GM | IM | MS | P |
| -- | --------- | - | - | - | - | -- | -- | -- | - |
| 1  | Argentina | 3 | 3 | 0 | 0 | 5  | 0  | +5 | 6 |
| 2  | Brasilien | 3 | 1 | 0 | 2 | 4  | 3  | +1 | 2 |
| 3  | Uruguay   | 3 | 1 | 0 | 2 | 3  | 4  | −1 | 2 |
| 4  | Paraguay  | 3 | 1 | 0 | 2 | 2  | 7  | −5 | 2 |

|  | 2 oktober 1921 | Argentina           | 1 – 0   | Brasilien | Estadio Sportivo Barracas                        |                                                  |
|  |                | Julio Libonatti 27′ | (1 – 0) |           | Buenos Aires Domare: Ricardo Vallarino (Uruguay) | Buenos Aires Domare: Ricardo Vallarino (Uruguay) |
|  |                |                     |         |           | Buenos Aires Domare: Ricardo Vallarino (Uruguay) | Buenos Aires Domare: Ricardo Vallarino (Uruguay) |
|  |                |                     |         |           | Buenos Aires Domare: Ricardo Vallarino (Uruguay) | Buenos Aires Domare: Ricardo Vallarino (Uruguay) |

|  | 9 oktober 1921 | Paraguay                             | 2 – 1   | Uruguay             | Estadio Sportivo Barracas                         |                                                   |
|  |                | Gerardo Rivas 9′ Ildefonso López 66′ | (1 – 0) | José Piendibene 83′ | Buenos Aires Domare: Gerónimo Rapossi (Argentina) | Buenos Aires Domare: Gerónimo Rapossi (Argentina) |
|  |                |                                      |         |                     | Buenos Aires Domare: Gerónimo Rapossi (Argentina) | Buenos Aires Domare: Gerónimo Rapossi (Argentina) |
|  |                |                                      |         |                     | Buenos Aires Domare: Gerónimo Rapossi (Argentina) | Buenos Aires Domare: Gerónimo Rapossi (Argentina) |

|  | 12 oktober 1921 | Paraguay | 0 – 3   | Brasilien                                    | Estadio Sportivo Barracas                        |                                                  |
|  |                 |          | (0 – 2) | Machado 21′, 44′ Aníbal Médicis Candiota 46′ | Buenos Aires Domare: Ricardo Vallarino (Uruguay) | Buenos Aires Domare: Ricardo Vallarino (Uruguay) |
|  |                 |          |         |                                              | Buenos Aires Domare: Ricardo Vallarino (Uruguay) | Buenos Aires Domare: Ricardo Vallarino (Uruguay) |
|  |                 |          |         |                                              | Buenos Aires Domare: Ricardo Vallarino (Uruguay) | Buenos Aires Domare: Ricardo Vallarino (Uruguay) |

|  | 16 oktober 1921 | Argentina                                               | 3 – 0   | Paraguay | Estadio Sportivo Barracas                        |                                                  |
|  |                 | Julio Libonatti 1′ Blas Saruppo 71′ Raúl Echeverría 76′ | (1 – 0) |          | Buenos Aires Domare: Ricardo Vallarino (Uruguay) | Buenos Aires Domare: Ricardo Vallarino (Uruguay) |
|  |                 |                                                         |         |          | Buenos Aires Domare: Ricardo Vallarino (Uruguay) | Buenos Aires Domare: Ricardo Vallarino (Uruguay) |
|  |                 |                                                         |         |          | Buenos Aires Domare: Ricardo Vallarino (Uruguay) | Buenos Aires Domare: Ricardo Vallarino (Uruguay) |

|  | 23 oktober 1921 | Uruguay             | 2 – 1   | Brasilien | Estadio Sportivo Barracas                              |                                                        |
|  |                 | Ángel Romano 1′, 8′ | (2 – 0) | Zezé 53′  | Buenos Aires Domare: Víctor Cabañas Saguier (Paraguay) | Buenos Aires Domare: Víctor Cabañas Saguier (Paraguay) |
|  |                 |                     |         |           | Buenos Aires Domare: Víctor Cabañas Saguier (Paraguay) | Buenos Aires Domare: Víctor Cabañas Saguier (Paraguay) |
|  |                 |                     |         |           | Buenos Aires Domare: Víctor Cabañas Saguier (Paraguay) | Buenos Aires Domare: Víctor Cabañas Saguier (Paraguay) |

|  | 30 oktober 1921 | Argentina           | 1 – 0   | Uruguay | Estadio Sportivo Barracas                     |                                               |
|  |                 | Julio Libonatti 57′ | (0 – 0) |         | Buenos Aires Domare: Pedro Santos (Brasilien) | Buenos Aires Domare: Pedro Santos (Brasilien) |
|  |                 |                     |         |         | Buenos Aires Domare: Pedro Santos (Brasilien) | Buenos Aires Domare: Pedro Santos (Brasilien) |
|  |                 |                     |         |         | Buenos Aires Domare: Pedro Santos (Brasilien) | Buenos Aires Domare: Pedro Santos (Brasilien) |

## Skytteligan
3 mål
- Julio Libonatti

2 mål
- Machado
- Ángel Romano

1 mål
- Raúl Echeberría
- Blas Saruppo
- Aníbal Médicis Candiota
- Zezé
- Ildefonso López
- Gerardo Ribas
- José Piendibene